# Severo Moto Nsá
Severo Matías Moto Nsá (Acóck-Esaguong, antigo Distrito de Sevilla de Niéfang atual Niefang, Guiné Equatorial em 6 de novembro de 1943), conhecido como Severo Moto, é o político de oposição mais importante da Guiné Equatorial e é líder do Partido do Progresso do país.

## Biografia
Nascido em Acóck-Esaguong, no Distrito de Sevilla de Niéfang (hoje chamado de Niefang). Sendo do mesmo clã dos Mongomo que Francisco Macías Nguema e Obiang, teve sua parte do controle do governo durante os anos de 1970 e 1980. Trabalha com a Rádio Ecuatorial Bata Y Radio Malabo e foi diretor do jornal Ébano no começo de anos 1970, chegando depois a ser ministro de turismo (1971-1976) e de informação (1979-1982).
Perdeu seu ministério em 1982, com o final da ditadura militar direta. Depois da chegada do sistema eleitoral nominal no começo do anos 1990, fundou seu partido. Foi preso na notória prisão Playa Negra de Malabo por sua oposição a Obiang, segundo ele, para impedir acender ao poder quando os resultados das eleições lhe eram favoráveis.
Vive na Espanha, onde estabeleceu um governo em exílio, em oposição a Teodoro Obiang Nguema Mbasogo.
Em 2003, apresentou na Espanha uma iniciativa que não foi apoiada por toda a oposição equatoriana ao governo de Teodoro Obiang Nguema Mbasogo, no chamado Governo de Guiné Equatorial no Exílio. Um marco do qual Severo Moto propôs uma nova constituição de caráter democrático.
Diz-se, que tem uma amizade com o ex-presidente espanhol José María Aznar. Devido a isto, e a sua posição como o primeiro candidato a presidente, depois de Obiang, foi acusado pelo governo equatoriano de estar por detrás de uma tentativa golpista levada a cabo por Simon Mann e Nick du Toit, em março de 2004, e julgado in absentia. Desapareceu brevemente em 2005, mas reapareceu ileso. Segundo seu testemunho, um par de assassinos o haviam sequestrado embora se encontrasse a bordo de um iate na Croácia, mas o soltaram ao comprovar que era católico.
Os delegados do partido da Espanha e Guiné Equatorial, reunidos na Assembléia Extraordinária em 14 de janeiro de 2012, em Madrid, a instâncias de três militares do partido descontentes, confirmaram em posto a Severo Moto como secretário do partido, em reação ao qual, em 17 de janeiro, uma auto-proclamada Comissão Executiva Provisional do Partido do Progresso dirigida pelos dissidentes anunciou a suspensão cautelar de militância de Severo Moto, ao que acusaram de haver convertido dessa informação "en un instrumento de su megalomanía". Como consequência, no dia 20 do mesmo mês, foi convocado ao Comitê de Conflitos do partido para expulsar os três dissidentes.
Manteve uma página na web a partir do qual acusa a Obiang de toda classe de crimes, dentre eles, o de canibalismo.

## Relações com Espanha
Em 30 de dezembro de 2005, o Governo espanhol levou em consideração seu status de político asilado, pelo que deveria ser obrigado a deixar Espanha. Severo Moto afirmou que antes de sua expulsão haverá um terceiro país que devolverá a sua pátria para exigir eleições livres. Apesar de tudo, na atualidade, Severo Moto segue vivendo na Espanha, sendo reclamado ao governo espanhol pelo presidente da Guiné Equatorial, Teodoro Obiang, para julgá-lo. Opositores ao governo de Obiang, afirmam que Severo Moto seria uma simples moeda de câmbio para melhorar as relações entre ambos os países. Depois, o opositor estaria ameaçado de morte pelo governo equatoriano.
Atualmente, a ordem de expulsão contra sua pessoa se encontra atualmente suspenso, por tempo indeterminado. Em março de 2008, o Tribunal Supremo anulou o acordo do Conselho de Ministros de 2006 pelo que foi revogada a condição de exilado. Em abril de 2008, Severo Moto é detido ao transportar armas na mala de seu carro, que supostamente alegava passar por contrabando. O juíz havia decretado Prisão incondicional.
O líder da oposição saiu da prisão de Navalcarnero em 18 de agosto de 2008, depois que pagou uma fiança de 10.000 euros que foi imposto pelo juíz da Audiência Nacional, Santiago Pedraz.
Finalmente, em janeiro de 2013, Severo Moto aceitou seis meses de cadeia suspensa em negociação com o Ministério Público, evitando entrar na prisão.